# سكوت بودن
سكوت بودن (بالإنجليزية: Scott Boden)‏ (19 ديسمبر 1989 بشفيلد في المملكة المتحدة - ) هو لاعب كرة قدم بريطاني في مركز الهجوم. لعب مع شيفيلد يونايتد وماكليسفيلد تاون ونادي ماريهامن ونيوبورت كونتي وAlfreton Town F.C. ‏ ونادي تشيسترفيلد وإف سي هاليفاكس تاون.

## وصلات خارجية
- سكوت بودن على موقع قاعدة بيانات كرة القدم.إي يو (الإنجليزية)
- سكوت بودن على موقع Soccerbase.com (لاعب) (الإنجليزية)
- سكوت بودن على موقع Soccerway.com (الإنجليزية)